# Schate
Schate ist ein Weiler innerhalb der Gemarkung von Großwerther in der Gemeinde Werther im thüringischen Landkreis Nordhausen.

## Geografie
Schate-West und Schate-Ost liegen nördlich etwa einen Kilometer von Großwerther entfernt. Sie befinden sich am Fuß des Siechenberges (267,5 m ü. NHN), dem östlichen Ausläufer des Butterberges (298,8 m ü. NHN). Die Landesstraße 1036 führt durch den Ort und die Bahnstrecke Nordhausen–Wolkramshausen verläuft westlich der Ansiedlung.

### Gewässer
Durch Schate fließt der Schatebach. In Schate-Ost befindet sich außerdem ein kleiner Teich, der Schateteich, dessen Abfluss mündet in den Schatebach.

## Geschichte
Der spätere Gutsbereich war bereits in der Jungsteinzeit von viehzüchtenden Ackerbauern besiedelt, die der Kultur der Linienbandkeramik angehörten. Entsprechende Bodenfunde wurden auf die Zeit um 4.000 vor Chr. datiert.
Der Name Schate ist eine Ableitung von „schattigem Hagen“. Der Ort wurde bereits 1266 erstmals urkundlich erwähnt. 1506 wurde das Dorf schon als Wüstung geführt. Schate war dann Vorwerk des Ritterguts in Großwerther. Eine Wassermühle, die Schatmühle, wurde von einer sehr ergiebigen Quelle (Hungerborn, Heller) gespeist und bis Anfang der 1920er Jahre betrieben. In Schate gab es auch eine Gutsschäferei mit einer modernen Hochfahrtsscheune aus der Vorkriegszeit, die 1948 durch Leichtsinn abbrannte. An ihrer Stelle entstand eine neue Schäferei. In Schate wurden im 19. Jahrhundert Kirschfeste gefeiert, die beendet wurden, nachdem es einen Toten durch Schlägerei gegeben hatte.
Am 8. April 1945 wurde ein Truppentransport der Wehrmacht mit einer motorisierten Einheit auf der Bahnstrecke in Schate aus der Luft angegriffen und zerstört. Explodierende Munition verhinderte über Tage die Bergung der Toten.
In Nachbarschaft zum früheren Kirchdorf Schate wurde nach 1945 eine Neubauernsiedlung errichtet (Schate West). Diese Bauern gingen dann auch in den 1950er Jahren den Weg der Kollektivierung ihrer Höfe.